# Le Mans
Le Mans je historické město ve Francii, sídlo správy departementu Sarthe v regionu Pays de la Loire. Má asi 145 tisíc obyvatel, leží na řece Sarthe. Dříve bylo hlavním městem historického území Maine. Dnes je známé mj. jako dějiště automobilových závodů 24 hodin Le Mans.

## Historie
Na místě Le Mans stávalo římské město Vindinium,  které poprvé zmínil  Klaudios Ptolemaios. Již v předřímské době zde existovalo osídlení, jež bylo hlavním městem galského kmene Aulerců, který byl podkmenem skupiny galských kmenů Aedui. V roce 47 př. n. l. bylo město obsazeno Římany a stalo se součástí starověké římské provincie Gallia Lugdunensis. Ve 3. století n. l. zde vznikl amfiteátr, jehož zbytky se dochovaly do dnešních dnů a také lázně, které zanikly koncem 3. století n. l. při stavbě obranných hradeb. Hradby jsou jedním z nejkompletnějších obvodů gallo-římských městských hradeb, které se také dochovaly do dnešních dnů.
V 11. století bylo město důležitým strategickým bodem v bojích hrabat z Anjou a vévodů z Normandie. Poté, co Normané získali vládu nad oblastí Maine včetně Le Mans, mohl Vilém I. Dobyvatel úspěšně podniknout invazi do Anglie; roku 1069 se však obyvatelé města proti němu vzbouřili a Normany vyhnali. Geoffroy V. z Anjou zde založil dynastii Plantagenetů, sňatkem s Matyldou Anglickou, dcerou Jindřicha I. (1128), získal Normandii i nárok na anglický trůn. Roku 1130 se jim v Le Mans narodil budoucí anglický král Jindřich II.
Roku 1356 se město ubránilo vévodovi z Lancasteru, ale v letech 1420–1447 patřilo Angličanům. Od roku 1481 připadlo odúmrtí králi a po roce 1560 utrpělo občanskou válkou. V 17. a 18. století se rozšířilo za hradby a bohatlo výrobou textilu a voskařstvím. Roku 1793 byla v bitvě u Le Mans krvavě poražena armáda z Vendée, která se postavila proti revoluci.
Roku 1852 bylo město připojeno na železnici a nastal velký rozvoj průmyslu, hlavně strojírenského a textilního. Koncem 2. světové války město osvobodila armáda USA, a to dne 8. srpna 1944 tedy dva měsíce po vylodění v Normandii.

## Doprava
Le Mans je významný železniční uzel a má přímé spojení TGV s Paříží (54 minut jízdy), Rennes a Nantes. Leží na dálnicích A 11 (Paříž – Nantes), A 81 (Le Mans – Rennes) a A 28 (Rouen – Tours). Městskou dopravu obstarávají autobusy a od roku 2007 také tramvaj.

## Pamětihodnosti
- Galsko-římské hradby z konce 3. stol.
- Malebné staré město, které nebylo ani za války poškozeno, s mnoha měšťanskými domy z 15.–17. století
- Katedrála Saint-Julien s románskou lodí z let 1100–1158 a mohutným gotickým vysokým chórem z let 1217–1230. Nejpozoruhodnější z vnitřního vybavení jsou barevná okna z let 1230–1240 a varhany z let 1528–1535.
- Bývalý klášterní kostel Notre-Dame de la couture ze 13. století
- Bývalé opatství de l'Épeau, kde se konají jazzové festivaly
- Bývalá nemocnice Coeffort ze 12.–13. století

## Osobnosti
- Geoffroy Plantagenet – normandský vévoda, 1151 pohřben v katedrále, pohřební deska technikou champlevé v muzeu
- Jindřich II. Plantagenet – anglický král a zakladatel anjouovské říše, 1133 místo narození
- Jan II. Francouzský – francouzský král (1350–1364), 1319 místo narození
- Karel VI. Šílený – francouzský král (1380–1422) postižený 1392 v lese u Le Mans duševní chorobou
- Roger Vercel – spisovatel, 1894 místo narození

## Galerie

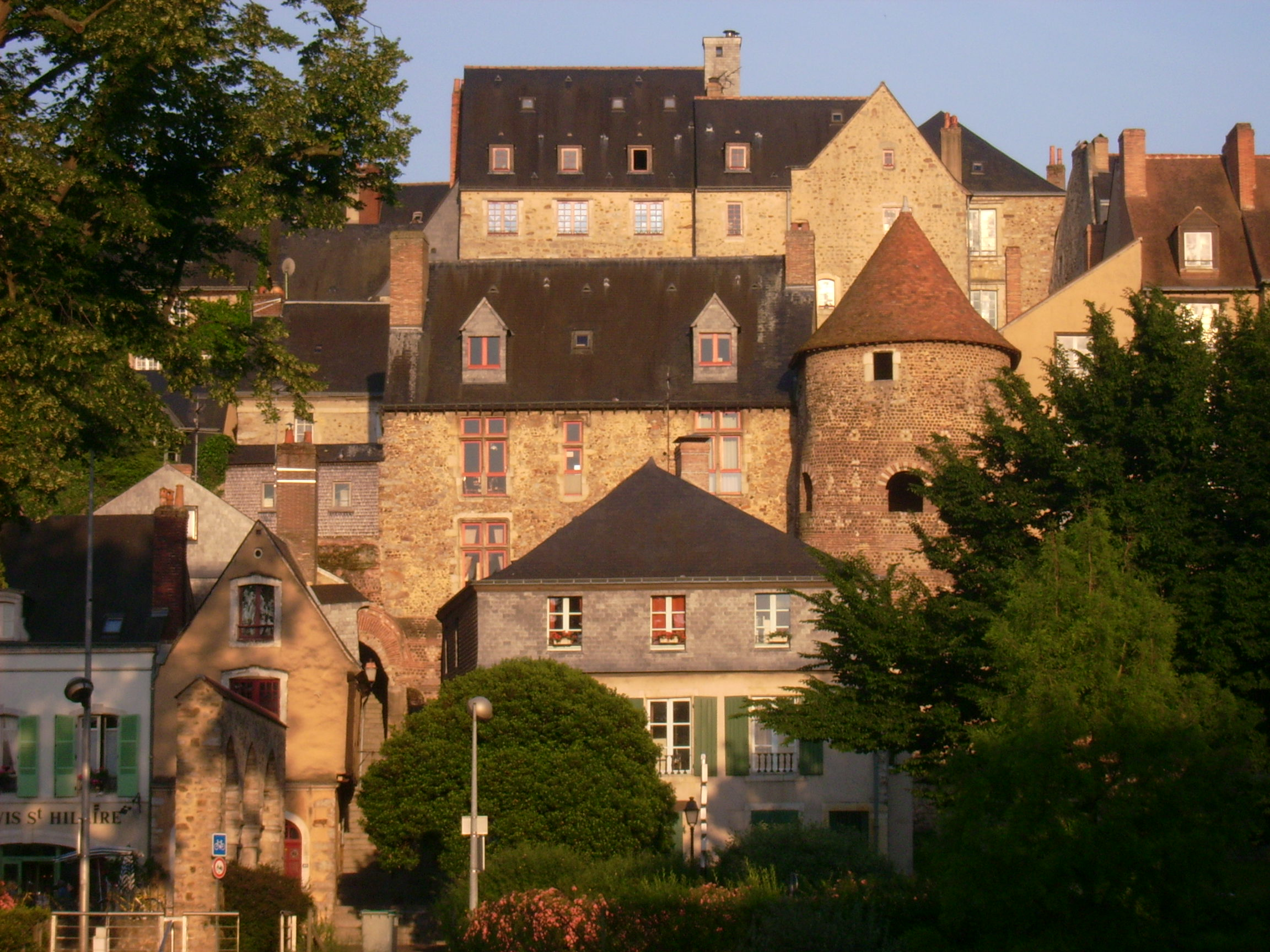
Staré město se zbytky římské hradby
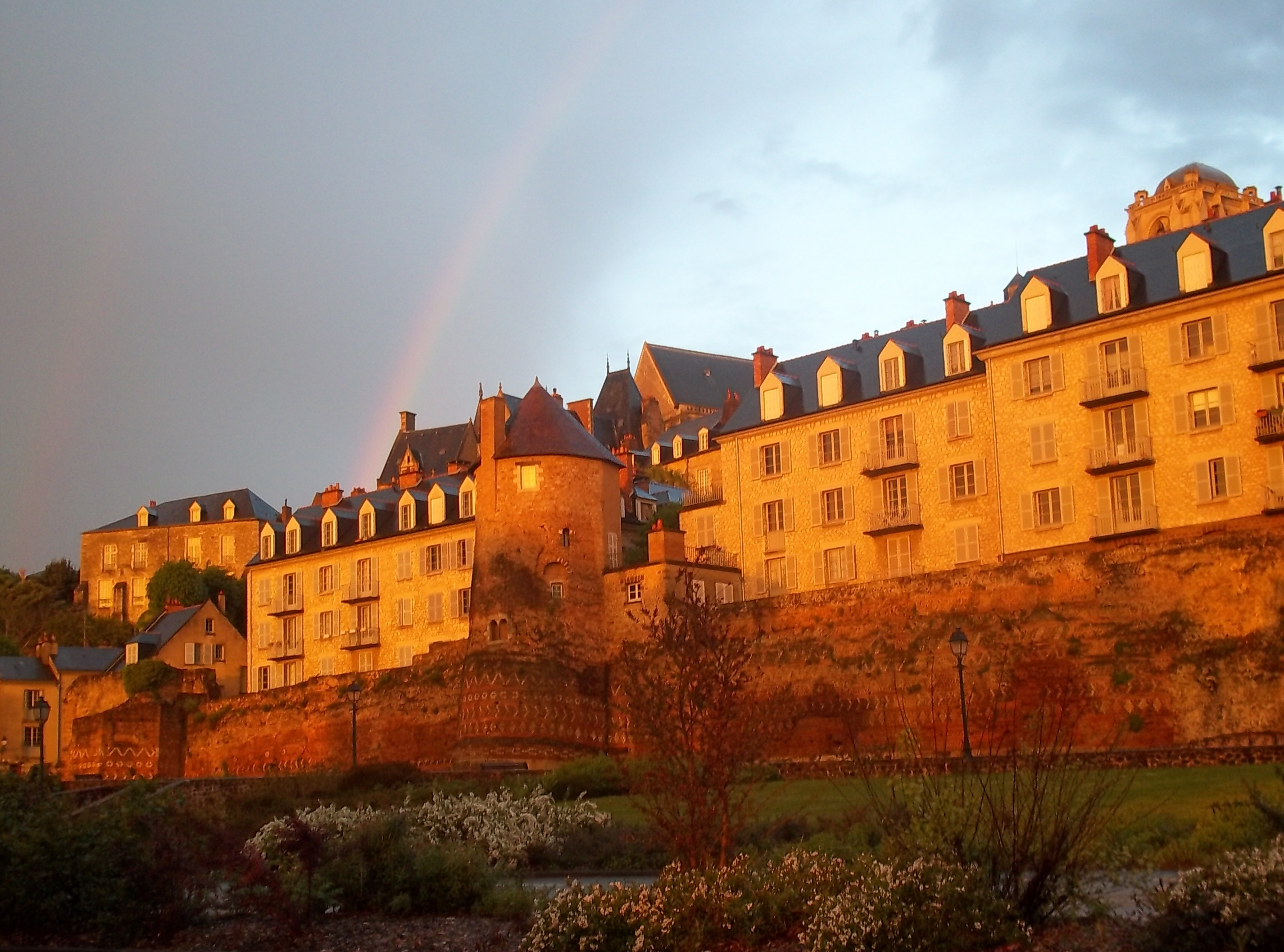
Galsko-římské hradby
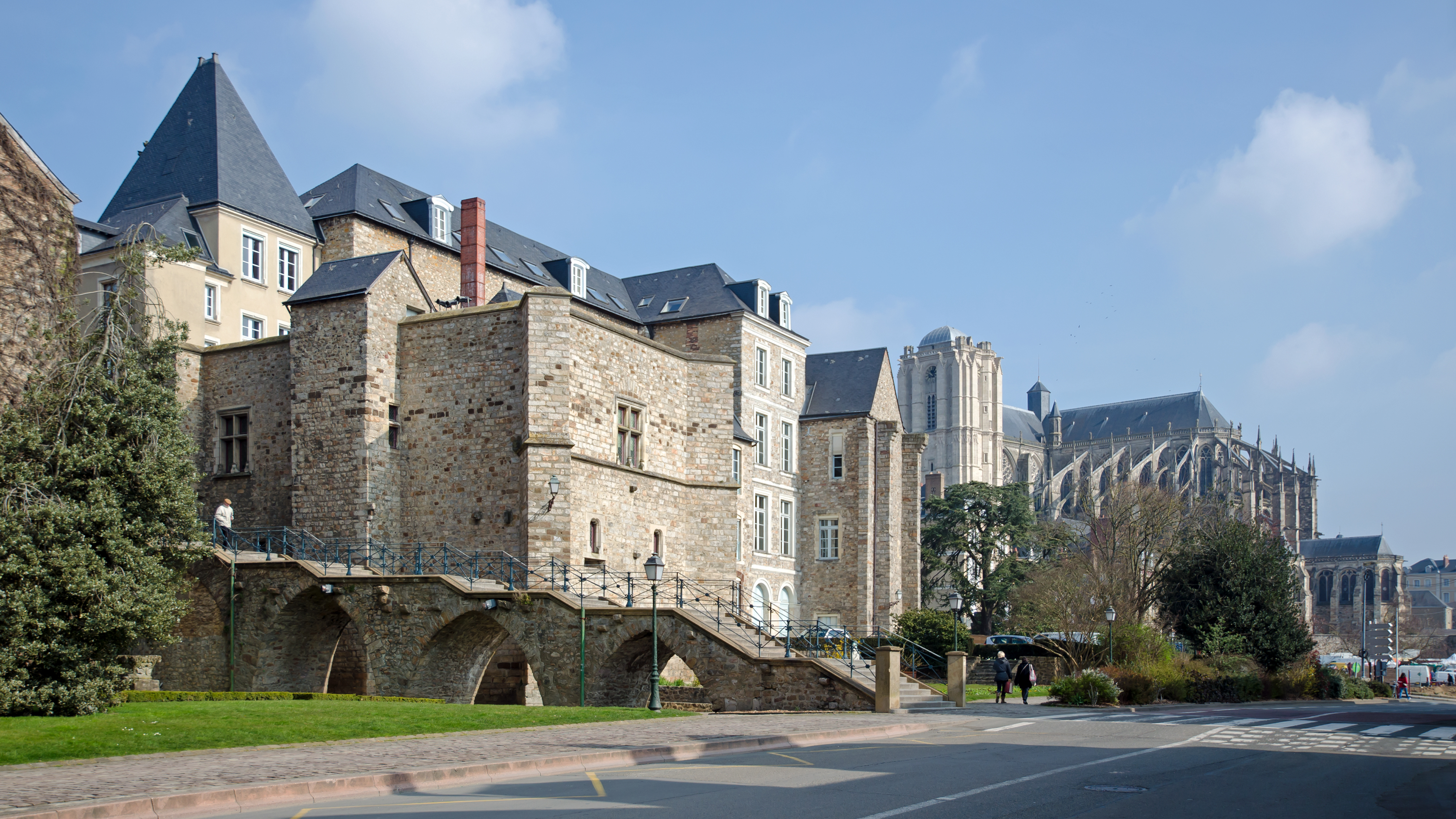
Stará radnice a katedrála
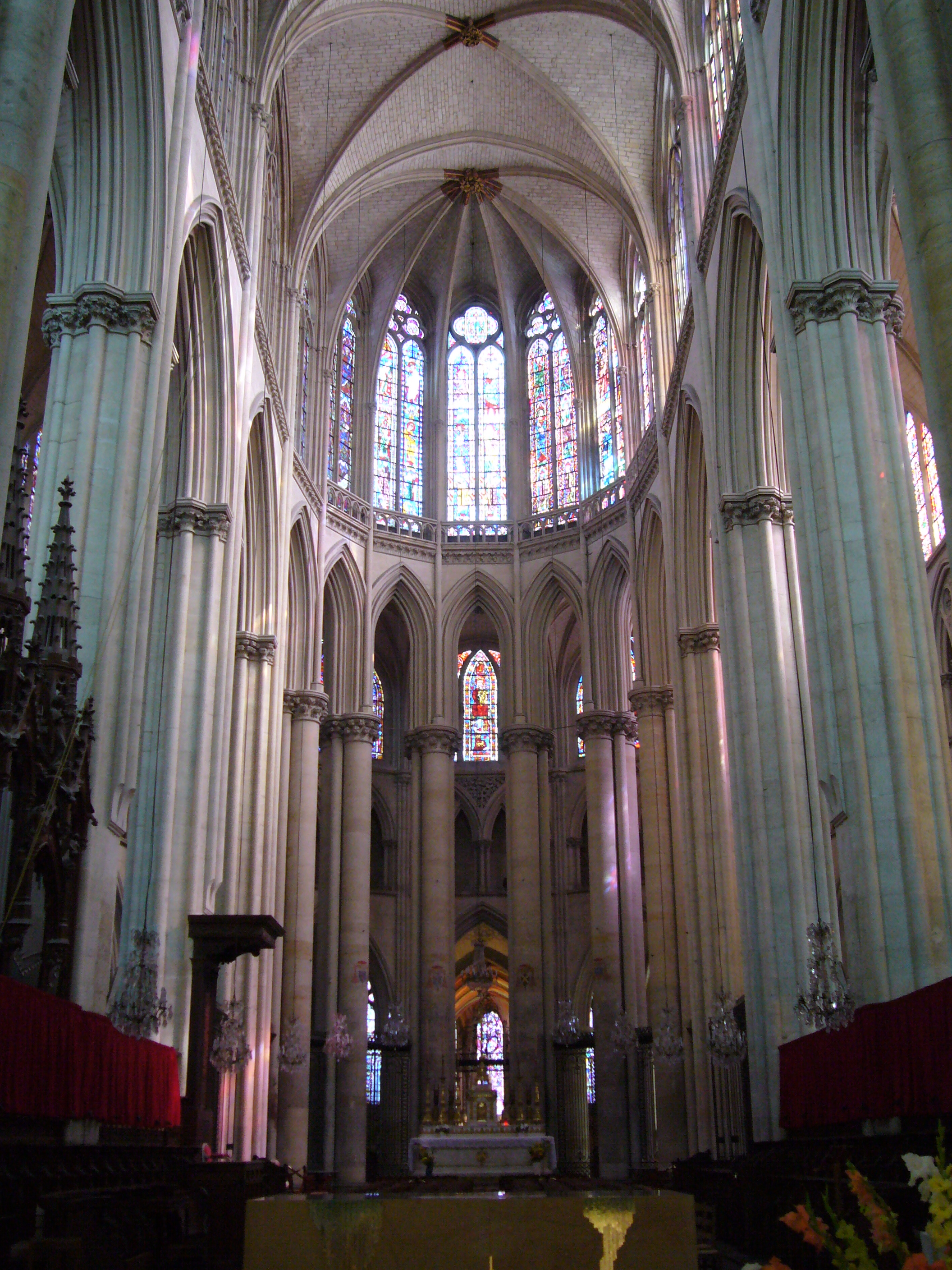
Katedrála Saint-Julien, vnitřek chóru
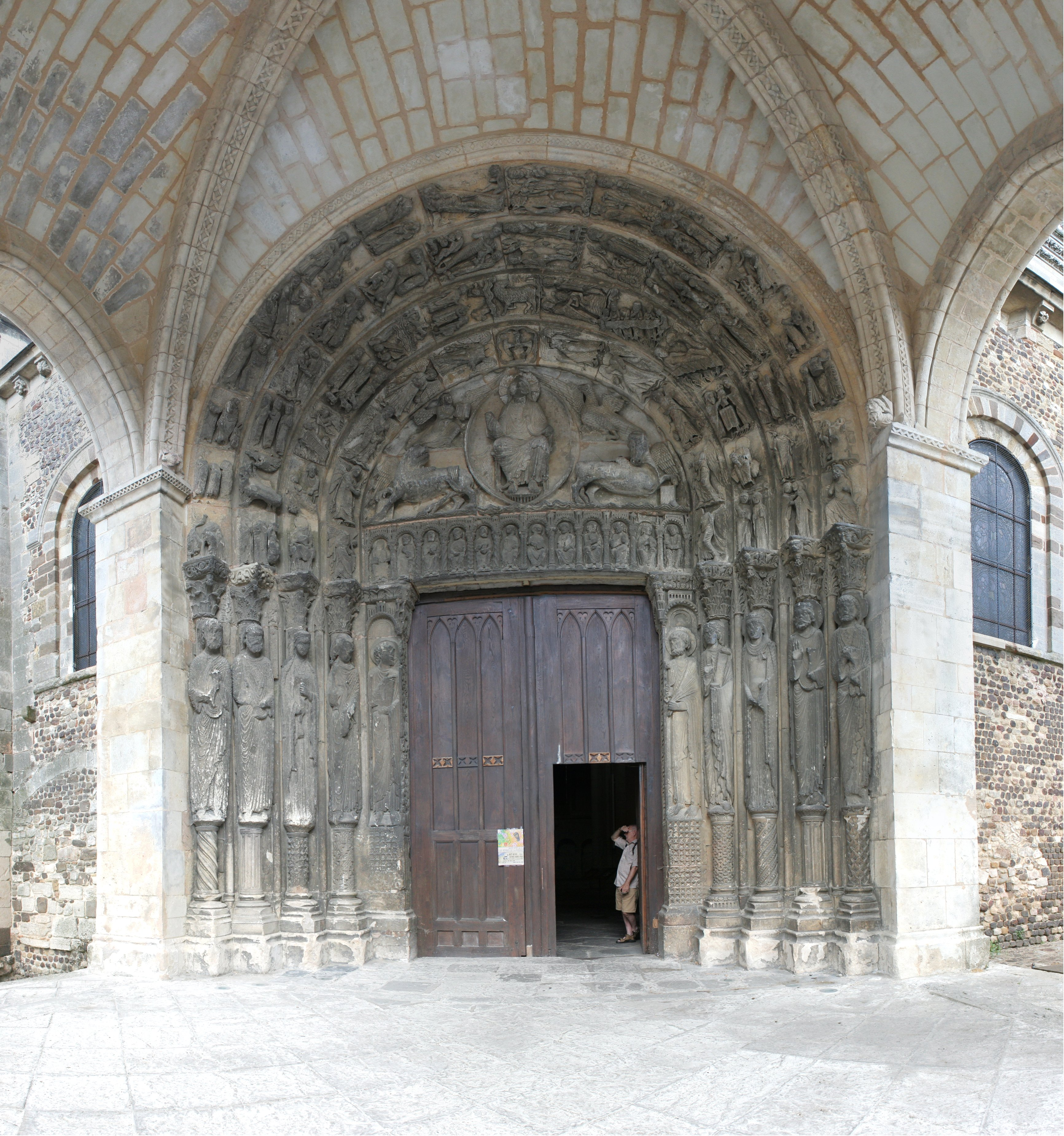
Katedrála, jižní portál
Katedrála, vitráž (1240)
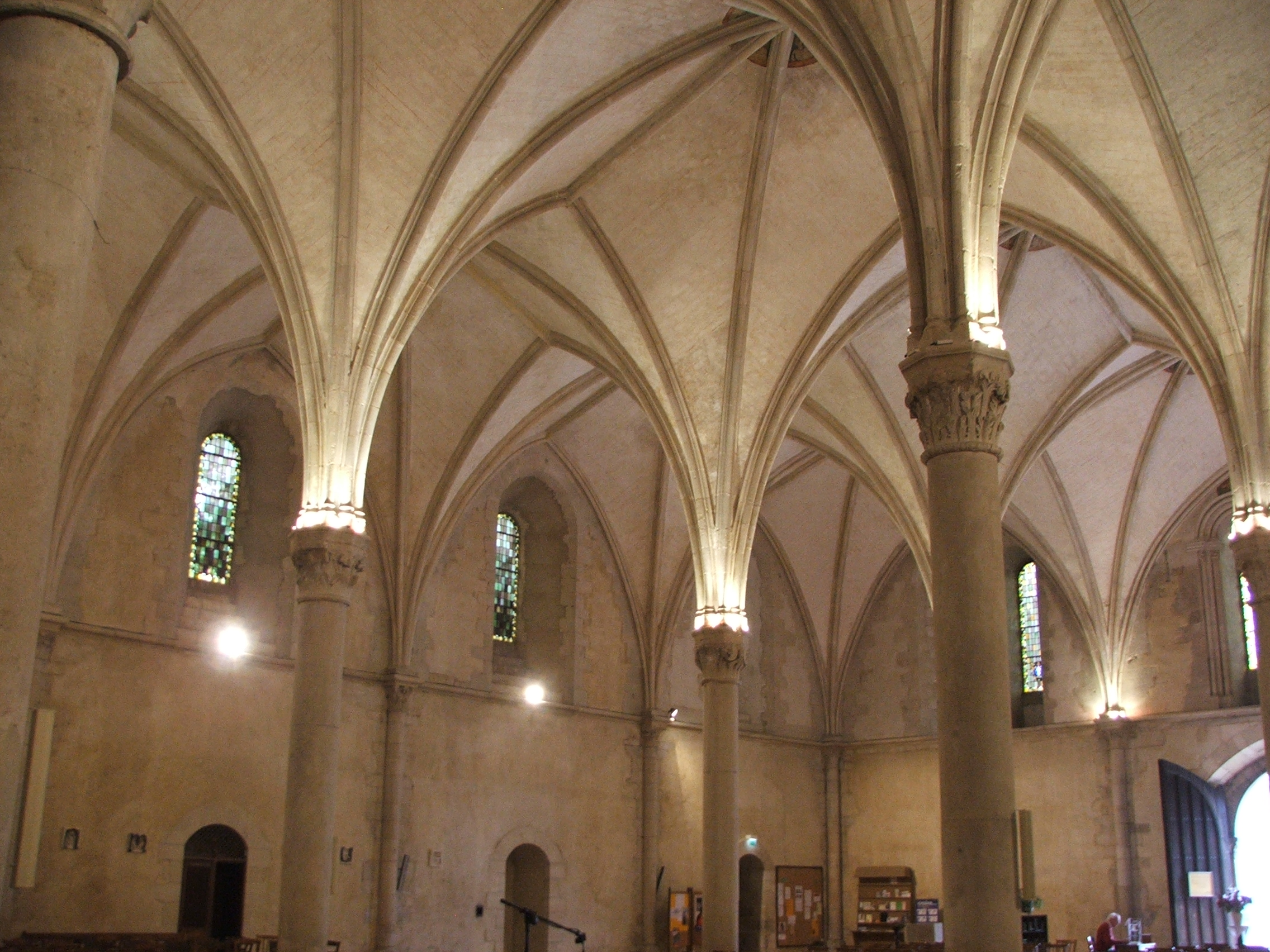
Stará nemocnice Coeffort, vnitřek (kolem 1180)
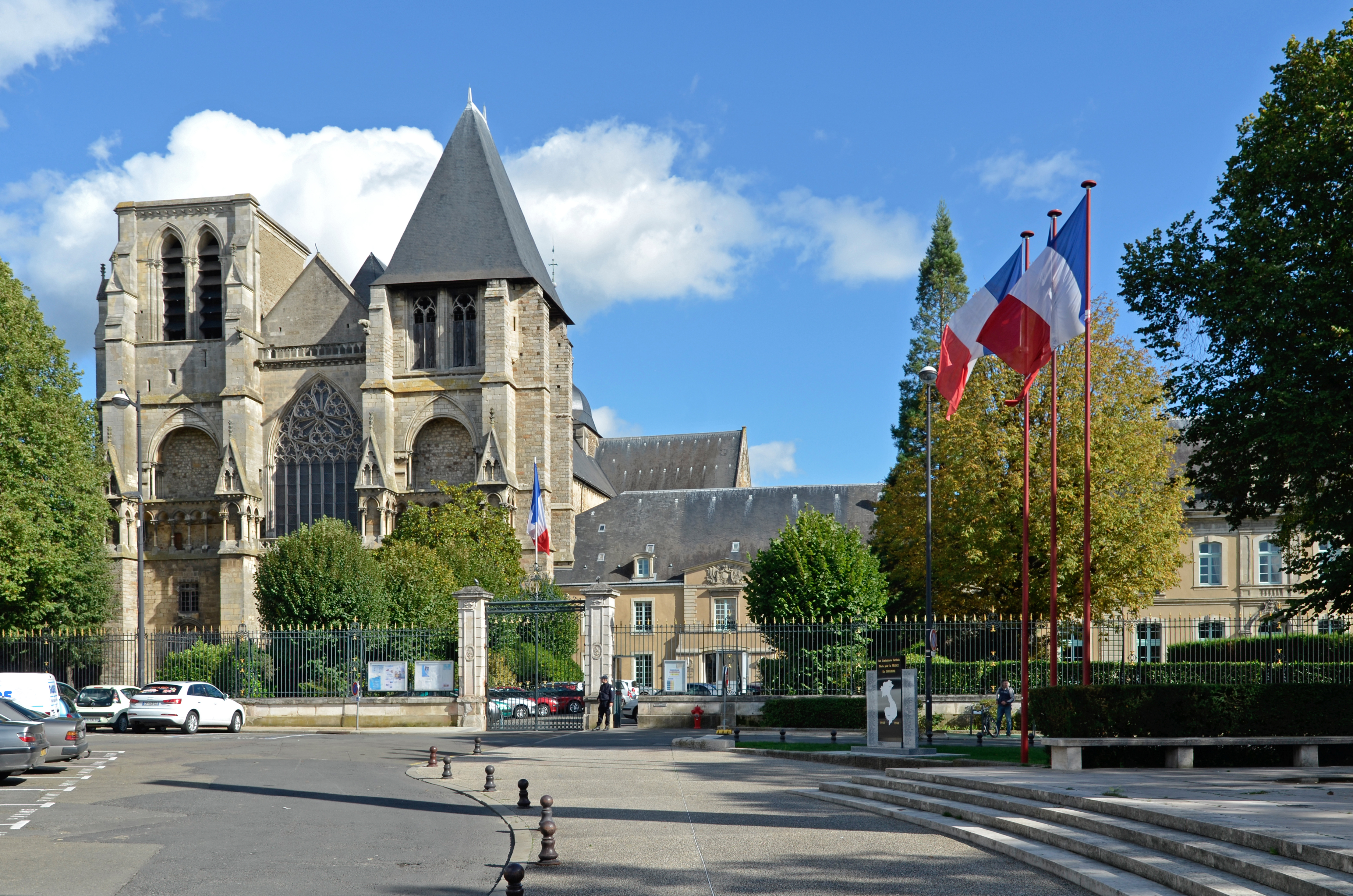
Bývalý kostel Notre-Dame de la couture